# Бонтајени (Марамуреш)
Бонтајени (рум. Bontăieni) насеље је у Румунији у округу Марамуреш у општини Шишешти. Oпштина се налази на надморској висини од 337 m.

## Становништво
Према подацима из 2002. године у насељу је живело 249 становника, од којих су сви румунске националности.